# Estrenos 2 por M+
Estrenos 2 por M+ era un canal de televisión por suscripción español, propiedad de Telefónica. Su programación estaba basada en los principales estrenos de cine, donde cada noche se emitía una película de estreno. 

## Historia
El 27 de julio de 2021, Telefónica anunció a través de la cuenta oficial de Twitter de Movistar+ una reestructuración en los canales propios de cine y series. Esta reestructuración incluía el lanzamiento del canal Movistar Estrenos 2 el 1 de agosto de 2021, heredando la programación de Movistar Estrenos.
El 19 de enero de 2022, Movistar+ cambió de nombre a Movistar Plus+, cambio que contrajo una nueva denominación en sus canales propios y una nueva identidad visual. El canal pasó a denominarse Estrenos 2 por Movistar Plus+.
En julio de 2023, se anunció que Suspense por M+ remplazaría el canal a partir del 1 de agosto de ese mismo año.
A las 00:00 del 1 de agosto de 2023, tras la emisión de Dune, el canal cesó sus emisiones definitivamente, dando paso a un bucle de continuidad.

## Disponibilidad
Estrenos 2 por Movistar Plus+ se encontraba disponible dentro de la plataforma de pago por satélite e IPTV Movistar Plus+, dentro del paquete de Cine o Premium, así como en su servicio de video bajo demanda como canal en directo (emisión lineal). 
Fuera de España, en Andorra se encontraba disponible en la plataforma SomTV de Andorra Telecom.

## Logotipos

2021 - 2022
2022 - 2023